# Colleen Camp
Colleen Celeste Camp (San Francisco, Kalifornia, 1953. június 7. –) amerikai színésznő, filmproducer.
Első filmfőszerepét a The Swinging Cheerleaders (1974) című vígjátékban kapta, majd a Rendőrakadémia-filmsorozat két részében tűnt fel. Mellékszerepei voltak az Apokalipszis most (1979), a Lány a völgyből (1983) és a Nyom (1985) és a Die Hard – Az élet mindig drága (1995) című filmekben.

## Élete és pályafutása
San Franciscoban született. 1975-ben már szerepelt filmben, Barbra Streisand oldalán a Funny Lady-ben dal.
1986-ban hozzáment John Goldwynhez, a Paramount filmcég igazgatójához. Egy lányuk van.

## Filmográfia

### Film
| Év   | Magyar cím                                      | Eredeti cím                                   | Szerep                            | Magyar hang         |
| ---- | ----------------------------------------------- | --------------------------------------------- | --------------------------------- | ------------------- |
| 1973 | A majmok bolygója 5. – A csata                  | Battle for the Planet of the Apes             | Julie (stáblistán nem szerepel)   |                     |
| 1974 |                                                 | The Last Porno Flick                          | színésznő                         |                     |
| 1974 |                                                 | The Swinging Cheerleaders                     | Mary Ann                          |                     |
| 1975 | Funny Lady                                      | Funny Lady                                    | Billy barátnője                   |                     |
| 1975 | Mosolyogj!                                      | Smile                                         | Connie                            |                     |
| 1976 |                                                 | Ebony, Ivory & Jade                           | Ginger Douglas                    |                     |
| 1976 | Rágógolyó futam                                 | The Gumball Rally                             | Franco randipartnere              |                     |
| 1977 |                                                 | Death Game                                    | Donna                             |                     |
| 1977 |                                                 | Love and the Midnight Auto Supply             | Billie Jean                       |                     |
| 1978 | Halálos játszma                                 | Game of Death                                 | Ann Morris                        | Orosz Helga         |
| 1978 |                                                 | Cat in the Cage                               | Gilda Riener                      |                     |
| 1979 | Apokalipszis most                               | Apocalypse Now                                | Playmate                          |                     |
| 1980 | Felhőtáncos                                     | Cloud Dancer                                  | Cindy                             |                     |
| 1981 | És mindenki nevetett                            | They All Laughed                              | Christy Miller                    | Kisfalvi Krisztina  |
| 1982 |                                                 | The Seduction                                 | Robin                             |                     |
| 1982 |                                                 | Deadly Games                                  | Randy                             |                     |
| 1983 | Lány a völgyből                                 | Valley Girl                                   | Sarah Richman                     | Stéfán-Bodor Mária  |
| 1983 | Smokey és a bandita 3.                          | Smokey and the Bandit Part 3                  | Dusty Trails                      | Kisfalvi Krisztina  |
| 1983 |                                                 | Trial by Terror                               | Terri                             |                     |
| 1984 |                                                 | City Girl                                     | Rose                              |                     |
| 1984 |                                                 | Joy of Sex                                    | Liz Sampson                       |                     |
| 1984 |                                                 | The Rosebud Beach Hotel                       | Tracy King                        |                     |
| 1985 | Rendőrakadémia 2. – Az első bevetés             | Police Academy 2: Their First Assignment      | Kathleen Kirkland őrmester        | Andresz Kati        |
| 1985 |                                                 | Doin’ Time                                    | Nancy Catlett                     |                     |
| 1985 | D.A.R.Y.L. – A múlt nélküli fiú                 | D.A.R.Y.L.                                    | Elaine Fox                        | Balogh Erika        |
| 1985 | Nyom                                            | Clue                                          | Yvette                            | Zakariás Éva        |
| 1986 | Hülyék gyülekezete                              | Screwball Academy                             | Liberty Jean                      | Virághalmy Judit    |
| 1987 | Rendőrakadémia 4. – Zseniális amatőrök az utcán | Police Academy 4: Citizens on Patrol          | Mrs. Kirkland-Tackleberry         | Andresz Kati        |
| 1987 | Kelj fel és járj                                | Walk Like a Man                               | Rhonda Shand                      | Pápai Erika         |
| 1988 | A szerelem jogán                                | Illegally Yours                               | Molly Gilbert                     |                     |
| 1988 | 29-es vágány                                    | Track 29                                      | Arlanda                           | Sáfár Anikó         |
| 1989 | A gonosz mostoha                                | Wicked Stepmother                             | Jenny Fisher                      |                     |
| 1990 | Az én kék egem                                  | My Blue Heaven                                | Dr. Margaret Snow Coopersmith     |                     |
| 1992 | Wayne világa                                    | Wayne's World                                 | Mrs. Vanderhoff                   | Földi Teri          |
| 1992 | Kísértet                                        | The Vagrant                                   | Judy Dansig                       | Spilák Klára        |
| 1992 | Örökké fiatalon                                 | Unbecoming Age                                | Deborah                           |                     |
| 1993 | Sliver                                          | Sliver                                        | Judy Marks                        | Csere Ágnes         |
| 1993 | Az utolsó akcióhős                              | Last Action Hero                              | Ratcliff                          |                     |
| 1993 | Csupaszon New Yorkban                           | Naked in New York                             | meghallgató                       |                     |
| 1994 | A pénz boldogít                                 | Greedy                                        | Patti                             | Szabó Gabi          |
| 1995 | Die Hard – Az élet mindig drága                 | Die Hard with a Vengeance                     | Connie Kowalski                   | Spilák Klára        |
| 1995 | Die Hard – Az élet mindig drága                 | Die Hard with a Vengeance                     | Connie Kowalski                   | Fehér Anna          |
| 1995 | Bébicsőszök klubja                              | The Baby-Sitters Club                         | Maureen McGill                    | Antal Olga          |
| 1995 | Három kívánság                                  | Three Wishes                                  | szomszéd felesége                 |                     |
| 1996 | Lakat alatt                                     | House Arrest                                  | Mrs. Burtis                       |                     |
| 1996 | A csendestárs                                   | The Associate                                 | Jones nyomozó                     |                     |
| 1996 |                                                 | The Lone Star Letters                         | Deulah Pooch                      |                     |
| 1997 | Jégvihar                                        | The Ice Storm                                 | Dr. Pasmier                       |                     |
| 1997 | Elképesztő ponyvaregény                         | Plump Fiction                                 | Viv                               |                     |
| 1997 | Féktelenül 2. – Teljes gőzzel                   | Speed 2: Cruise Control                       | Debbie                            |                     |
| 1999 | Gimiboszi                                       | Election                                      | Judith R. Flick                   | Keönch Anna         |
| 1999 | A férjfogó                                      | Love Stinks                                   | Monica Harris                     |                     |
| 1999 |                                                 | Goosed                                        | Jane                              |                     |
| 1999 |                                                 | Jazz Night (rövidfilm)                        | Marge Winslow                     |                     |
| 2000 | Lúzer                                           | Loser                                         | hajléktalan nő                    |                     |
| 2001 | A csábítás elmélete                             | Someone like You                              | ingatlanügynök                    |                     |
| 2001 | Amerikai rapszódia                              | An American Rhapsody                          | Dottie                            | eredeti nyelven     |
| 2001 | Üldözési mánia                                  | Rat Race                                      | nővér a szivárványházban          |                     |
| 2002 | Joshua                                          | Joshua                                        | Joan Casey                        |                     |
| 2002 | A halál pillanata                               | Second to Die                                 | Cynthia                           | Kocsis Mariann      |
| 2002 | Csapdában                                       | Trapped                                       | Joan Evans                        |                     |
| 2004 | Apámra ütök                                     | Who's Your Daddy?                             | Beverly Hughes                    | Rátonyi Hajni       |
| 2004 |                                                 | L.A. Twister                                  | Judith                            |                     |
| 2004 | Jó társaság                                     | In Good Company                               | recepciós                         | Simon Eszter        |
| 2005 | Azt beszélik                                    | Rumor Has It...                               | feleség (stáblistán nem szerepel) |                     |
| 2006 | Lányok a pácban                                 | Material Girls                                | Charlene                          | Németh Kriszta      |
| 2006 | Kés, villa, olló                                | Running with Scissors                         | Joan                              |                     |
| 2006 | Hullócsillag                                    | Factory Girl                                  | Mrs. Whitley                      |                     |
| 2007 |                                                 | Noise                                         | Mrs. Broomell                     |                     |
| 2008 | Négy karácsony                                  | Four Christmases                              | Donna néni                        | Tóth Szilvia Andrea |
| 2009 |                                                 | Winter of Frozen Dreams                       | Jerry anyja                       |                     |
| 2009 | Rémségek cirkusza                               | Cirque du Freak: The Vampire's Assistant      | Mrs. Shan                         | Hámori Eszter       |
| 2009 |                                                 | Porky's Pimpin' Pee Wee                       | Helen Morris                      |                     |
| 2010 |                                                 | Burning Palms                                 | Barbara Barish                    |                     |
| 2010 |                                                 | Psych:9                                       | Beth                              |                     |
| 2011 | Rázzad, bébi!                                   | Balls to the Wall                             | Maureen                           |                     |
| 2011 |                                                 | Hollywood & Wine                              | bírónő                            |                     |
| 2011 | Szemenszedett boldogság                         | Love, Wedding, Marriage                       | Ethel                             |                     |
| 2011 |                                                 | Homecoming                                    | Cathy                             |                     |
| 2012 | Pillantás Charlie Swan képzeletébe              | A Glimpse Inside the Mind of Charles Swan III | Karen                             |                     |
| 2013 |                                                 | Palo Alto                                     | Sally                             |                     |
| 2013 | Amerikai botrány                                | American Hustle                               | Brenda                            | Márton Eszter       |
| 2014 | Megőrjít a csaj                                 | She's Funny That Way                          | Cece                              |                     |
| 2015 | Kopp-kopp                                       | Knock Knock                                   | Vivian                            | Gruber Zita         |
| 2015 | Nagyi                                           | Grandma                                       | vendég a Bonobo Caféban           | Czifra Krisztina    |
| 2015 |                                                 | Joy                                           | Lori                              |                     |
| 2016 | Démonaink                                       | Always Shine                                  | Sandra                            | Szórádi Erika       |
| 2017 |                                                 | The Private Life of a Modern Woman            | Elaine Lockman                    |                     |
| 2017 |                                                 | The Truth About Lies                          | May                               |                     |
| 2018 | A végzet órája                                  | The House with a Clock in Its Walls           | Mrs. Hanchett                     | Virághalmy Judit    |
| 2019 | A gyanú árnyékában                              | Above Suspicion                               | Jolene ügyfele                    |                     |
| 2020 | Spenser az igazság nyomában                     | Spenser Confidential                          | Mara                              |                     |
| 2020 |                                                 | Mainstream                                    | Judy                              |                     |
| 2021 |                                                 | Violet                                        | Connie Campos                     |                     |
| 2022 | Cody hazatér: A tó szörnye                      | Monstrous                                     | Mrs. Langtree                     | Téglás Judit        |
| 2022 | Stuart atya                                     | Father Stu                                    | motel recepciósa                  |                     |
| 2022 |                                                 | 9 Bullets                                     | Drew                              |                     |
| 2022 | Amszterdam                                      | Amsterdam                                     | Eva Ott                           |                     |
| 2022 |                                                 | 5-25-77                                       | Janet Johnson                     |                     |
| 2023 |                                                 | Back on the Strip                             | Rita                              |                     |
| 2023 |                                                 | Wayward                                       | Wanda                             |                     |
| 2023 |                                                 | Wild Eyed and Wicked                          | Genevieve                         |                     |
| 2024 | Szabadíts meg a gonosztól                       | The Deliverance                               | Doctor Hoffsteder                 | Csonka Anikó        |
| 2025 | Násznaposok                                     | Bride Hard                                    | Diane                             | Virághalmy Judit    |

### Televízió
| Év        | Magyar cím                          | Eredeti cím                                 | Szerep                                        | Megjegyzések                               |
| --------- | ----------------------------------- | ------------------------------------------- | --------------------------------------------- | ------------------------------------------ |
| 1973      |                                     | Marcus Welby, M.D                           | Betty Adams                                   | 1 epizód                                   |
| 1973      |                                     | Love, American Style                        | Jane / Diane                                  | 2 epizód                                   |
| 1975      |                                     | Happy Days                                  | Rose                                          | 1 epizód                                   |
| 1976      |                                     | Harry O                                     | Karen Bremmer                                 | 1 epizód                                   |
| 1976      |                                     | Doc                                         | Kathy                                         | 1 epizód                                   |
| 1976      |                                     | Isis                                        | Wynn                                          | 1 epizód                                   |
| 1976      |                                     | Amelia Earhart                              | Starlet                                       | tévéfilm                                   |
| 1976      | Starsky és Hutch                    | Starsky and Hutch                           | Bobette                                       | 1 epizód                                   |
| 1976      |                                     | Man from Atlantis                           | Amanda                                        | 1 epizód                                   |
| 1976–1977 |                                     | Rich Man, Poor Man Book II                  | Vicki St. John                                | 6 epizód                                   |
| 1978      |                                     | Lady of the House                           | Rosette                                       | tévéfilm                                   |
| 1979      | Dallas                              | Dallas                                      | Kristin Shepard                               | 2 epizód                                   |
| 1981      | Hazárd megye lordjai                | The Dukes of Hazzard                        | Bonnie Lane                                   | 1 epizód                                   |
| 1982      |                                     | WKRP                                        | önmaga                                        | 1 epizód                                   |
| 1984      | Magnum                              | Magnum, P.I.                                | Valerie Cane                                  | - 1 epizód - magyar hangja: - Kiss Erika   |
| 1985      |                                     | Tales from the Darkside                     | Connie Squires                                | 1 epizód                                   |
| 1987–1988 | Gyilkos sorok                       | Murder, She Wrote                           | Dody Rogers / Marigold Feeney seriffhelyettes | 2 epizód                                   |
| 1988      |                                     | Addicted to His Love                        | Ellie Snyder                                  | tévéfilm                                   |
| 1990      | Mesék a kriptából                   | Tales from the Crypt                        | Mrs. Mildred Korman                           | 1 epizód                                   |
| 1991      |                                     | Thirtysomething                             | Deborah Branchflower Diggs                    | 1 epizód                                   |
| 1991      | Férfiak városa (Nyomul a csatársor) | Backfield in Motion                         | Laurie                                        | - tévéfilm - magyar hangja: - Incze Ildikó |
| 1993      |                                     | For Their Own Good                          | Chris                                         | tévéfilm                                   |
| 1993–1996 | Roseanne                            | Roseanne                                    | titkárnő / Dawn / Jill                        | 3 epizód                                   |
| 1994      |                                     | Tom                                         | Kara Wilhoit                                  | 12 epizód                                  |
| 1996      |                                     | The Right to Remain Silent                  | Mrs. Buford Lowry                             | tévéfilm                                   |
| 1996      | Derült égből                        | Suddenly                                    | Jude                                          | tévéfilm                                   |
| 2001      | Horrortár – Szörnyek szülője        | How to Make a Monster                       | Faye Clayton                                  | tévéfilm                                   |
| 2005      | Rejtélyek asszonya: Gyilkos hétvége | Mystery Woman: Mystery Weekend              | Maura Hobbs                                   | - tévéfilm - magyar hangja: - Braun Rita   |
| 2006–2007 |                                     | The Minor Accomplishments of Jackie Woodman | Angela Birnbaum                               | 4 epizód                                   |
| 2007      | Törtetők                            | Entourage                                   | Marjorie                                      | 2 epizód                                   |
| 2009      | Doktor House                        | House                                       | Charlotte                                     | 1 epizód                                   |
| 2013      |                                     | Mob City                                    | nő az étteremben                              | 2 epizód                                   |
| 2015      | Amerikai fater                      | American Dad!                               | Dr. Temperance Brennan (hangja)               | 1 epizód                                   |
| 2017      |                                     | Signed, Sealed, and Delivered: Home Again   | Sunny Haywith                                 | tévéfilm                                   |
| 2018      |                                     | Daddy Issues                                | Susan                                         | tévéfilm                                   |
| 2018      |                                     | Andi Mack                                   | Cookie                                        | 1 epizód                                   |
| 2021      |                                     | Waffle Hut                                  | Carla                                         | tévéfilm                                   |